# Amaru Entertainment
Amaru Entertainment — звукозаписывающая студия Афени Шакур, матери покойного Тупака Шакура, созданная для издания невыпущенного материала Тупака. После смерти Тупака все права на уже выпущенные альбомы, а также невыпущенный материал по наследству перешли к его матери. Под лейблом Amaru Entertainment было выпущено восемь посмертных альбомов и один документальный фильм.
2 мая 2016 года Афени Шакур скончалась от сердечного приступа.
В настоящее время лейбл принадлежит Universal Music Group.

## Выпущенные альбомы
- R U Still Down? (Remember Me)
- Still I Rise
- Until the End of Time
- Better Dayz
- Tupac: Resurrection
- Loyal to the Game
- Pac’s Life
- Beginnings: The Lost Tapes 1988–1991

## Фильм
- Тупак: Воскрешение